# Maison du syndicat des mineurs
La maison du syndicat des mineurs est un établissement situé sur le territoire de la commune de Montceau-les-Mines dans le département français de Saône-et-Loire et la région Bourgogne-Franche-Comté.

## Description
La pièce principale fait office de salle des fêtes et occupe le centre du bâtiment et des espaces de réunions complètent la disposition intérieure de l'immeuble. La cage d'escalier offre un bas-relief inspiré par l'activité des mineurs tels les lampes, les pioches et les casques entrelacés de guirlandes de fleurs.

## Historique
Cet édifice fut édifié en 1908 grâce à une souscription publique dans un style monumental afin de montrer la puissance de l'organisme de défense des droits des mineurs.
Il fait l'objet d'une inscription au titre des monuments historiques depuis le 10 août 2012.